# Mammillaria halbingeri
Mammillaria halbingeri är en kaktusväxtart som beskrevs av Boed. Mammillaria halbingeri ingår i släktet Mammillaria och familjen kaktusväxter. Inga underarter finns listade i Catalogue of Life.